# Cattedrale di Santo Stefano (Wilkes-Barre)
La cattedrale di Santo Stefano (in inglese: St. Stephen's Pro-Cathedral) è una cattedrale episcopale situata a Wilkes-Barre, in Pennsylvania, Stati Uniti d'America. La chiesa è procattedrale della diocesi episcopale di Bethlehem.
La prima chiesa di Santo Stefano è stata costruita a partire dal 1817. L'edificio attuale della chiesa è il quinto ed è stato costruito nel 1897 e consacrato nel 1899. Il progetto della chiesa, realizzata in stile neoromanico, è dell'architetto Charles M. Burns, di Filadelfia.